# グランドスラム・オブ・グラス
グランドスラム・オブ・グラス（Grand Slam of Grass）は、2005年に創設され2009年まで行われていたアメリカ合衆国のサラブレッド平地競馬のレース・シリーズである。対象競走を全て勝利した3歳馬に500万ドルのボーナスが支給される。スポンサーはジェイコブズ投資会社。

## 概要
2005年にジェイコブズ投資会社の会長兼最高経営責任者であるジェフ・ジェイコブスがアメリカ3歳芝路線に3歳ダート路線のような伝統を定着させる目標をかかげ創設される。第1戦目としてジェイコブス所有のコロニアルダウンズ競馬場にコロニアルターフカップ（格付けなし、賞金総額50万ドル）を新設し、同競馬場で行われているバージニアダービー（G3、賞金総額75万ドル）を第2戦目、3歳限定芝G1のセクレタリアトステークスを第3戦目、芝の最強馬決定戦であるブリーダーズカップ・ターフを第4戦目とし、ボーナスは300万ドルとした。最初の挑戦者となったイングリッシュチャンネルは、コロニアルダウンズの2連戦を勝ち抜いたが、3戦目で2着となりボーナスを得る権利を失う。
2006年はコロニアルターフカップとG2に格上げされたバージニアダービーの賞金総額をともに100万ドル、ボーナスを500万ドルまで引き上げ、芝でも実績を残していたケンタッキーダービー馬バーバロがコロニアルターフカップに予備登録したことで注目された。バーバロはプリークネスステークスで故障したため出走は叶わなかったが、同厩のショウイングアップが1戦目に勝利する。この挑戦者は使い詰めと暑さへの懸念から2戦目を回避したことで権利を失った。
2007年はG3に格付られたコロニアルターフカップの賞金総額を75万ドル、ボーナスを200万ドルと減額となる。2008年も賞金総額をコロニアルターフカップは60万ドル、バージニアダービーは75万ドルと減額としたが、ボーナスは500万ドルに戻した。
2009年はバトルオブヘイスティングスがコロニアルダウンズの2連戦を制したが、疲労回復を優先し3戦目を回避したことで権利を失う。
2010年は休止となりボーナスがなくなる。その状況にもかかわらずパディーオプラードが初めて3戦目まで勝ち進みブリーダーズカップの出走まで到達した。とは言え出走先はターフではなく、引退後の種牡馬としての価値を優先しクラシックが選ばれた。

## 歴史
- 2005年 創設、ボーナスは300万ドル[1]
- 2006年 バージニアダービーがG3からG2に格上げ、ボーナスは500万ドルに増額[3]
- 2007年 コロニアルターフカップがG3に格付け、ボーナスは200万ドルに減額[5]
- 2008年 ボーナスが500万ドルに増額[6]
- 2009年 コロニアルターフカップがG3からG2に格上げ
- 2010年 休止[8]

## 対象競走
開催日と格付けは2009年のもの。
| 開催日  | 競走名                     | 格 | 出走条件 | 施行競馬場               | 施行コース  | 賞金総額 2005年 | 2006年    | 2007年    | 2008年    | 2009年    |
| ------- | -------------------------- | -- | -------- | ------------------------ | ----------- | --------------- | --------- | --------- | --------- | --------- |
| 6月20日 | コロニアルターフカップ     | G2 | 3歳      | コロニアルダウンズ競馬場 | 芝9.5ハロン | 50万ドル        | 100万ドル | 75万ドル  | 60万ドル  | 50万ドル  |
| 7月21日 | バージニアダービー         | G2 | 3歳      | コロニアルダウンズ競馬場 | 芝10ハロン  | 75万ドル        | 100万ドル | 100万ドル | 75万ドル  | 75万ドル  |
| 8月8日  | セクレタリアトステークス   | G1 | 3歳      | アーリントンパーク競馬場 | 芝10ハロン  | 40万ドル        | 40万ドル  | 40万ドル  | 40万ドル  | 40万ドル  |
| 11月7日 | ブリーダーズカップ・ターフ | G1 | 3歳以上  | 持ち回りで開催           | 芝12ハロン  | 200万ドル       | 300万ドル | 300万ドル | 300万ドル | 300万ドル |

## 優勝馬
| 年     | コロニアルターフカップ     | バージニアダービー         | セクレタリアトステークス | ブリーダーズカップ・ターフ |
| ------ | -------------------------- | -------------------------- | ------------------------ | -------------------------- |
| 2005年 | イングリッシュチャンネル   | イングリッシュチャンネル   | ガンサルート             | シロッコ                   |
| 2006年 | ショウイングアップ         | ゴービトウィーン           | ショウイングアップ       | レッドロックス             |
| 2007年 | サマードルドラムズ         | レッドジャイアント         | シャムディナン           | イングリッシュチャンネル   |
| 2008年 | セイラーズキャップ         | ジオポンティ               | ウインチェスター         | コンデュイット             |
| 2009年 | バトルオブヘイスティングス | バトルオブヘイスティングス | テイクザポインツ         | コンデュイット             |